# Vilde Ingstad
Vilde Mortensen Ingstad (født 18. december 1994 i Oslo, Norge) er en norsk håndboldspiller, som spiller i den danske klub Team Esbjerg og Norges kvindehåndboldlandshold. Hun har tidligere optrådt for Oppsal IF og Nordstrand IF.
Hun fik debut på det norske landshold i 2014.

## Meritter

### Klubhold

#### Team Esbjerg
- Danske mestre:
  - Guld: 2019
- DHF's Landspokalturnering:
  - Guld: 2017
  - Bronze: 2018
- EHF Cup:
  - Finalist: 2019